# Кризис глобальной цепочки поставок (2021—2022)

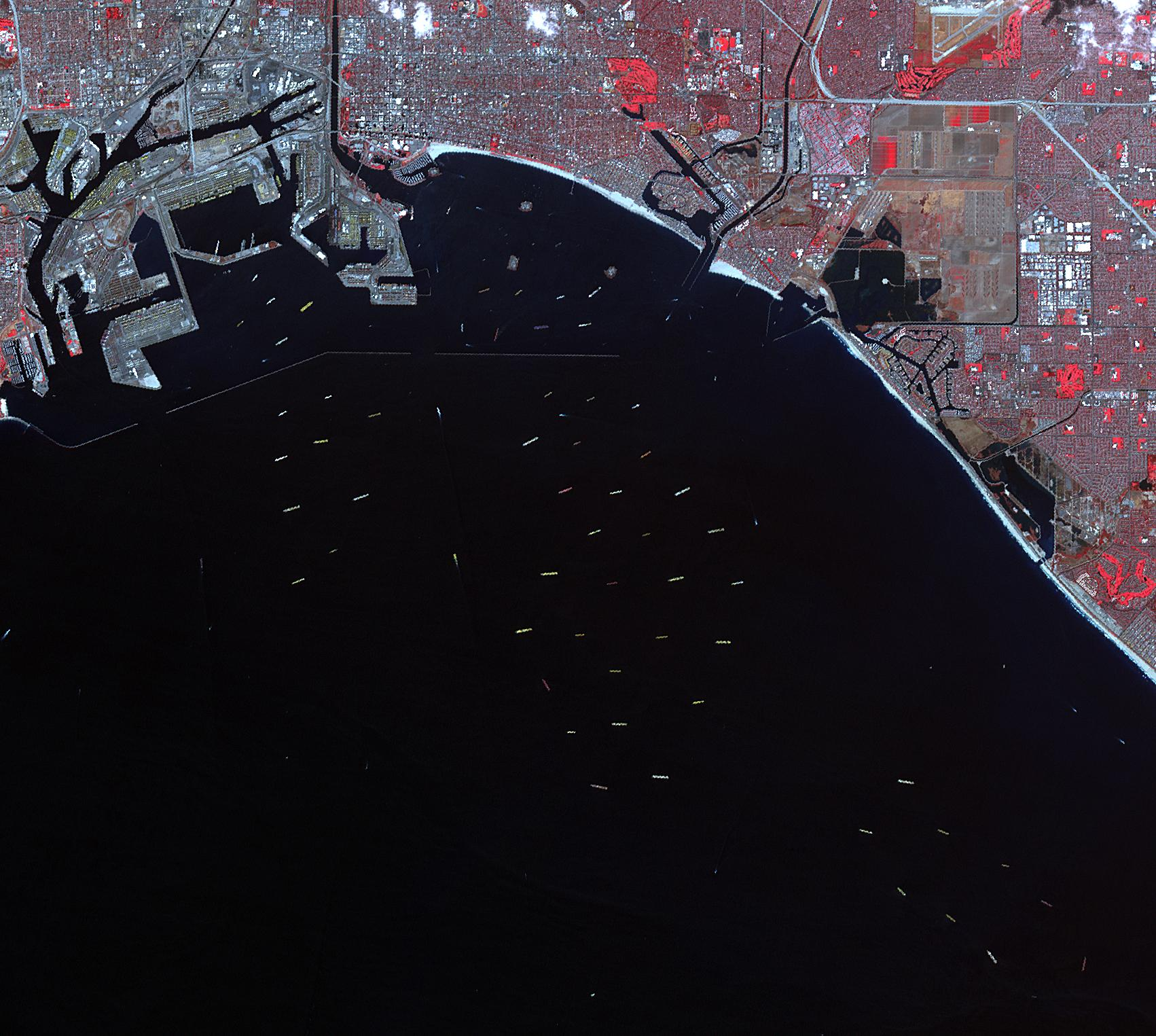
Более 70 кораблей, ожидащие швартовки и разгрузки в портах Лос-Анджелеса и Лонг-Бич из-за перебоев в цепочке поставок (10 октября 2021 года)

Кризис глобальной цепочки поставок в 2021—2022 годах, также известный как Контейнерный кризис — кризис, в котором из-за пандемии COVID-19 замедлились глобальные цепочки поставок и перевозки, что вызвало рост цен и дефицит различных товаров по всему миру, а также повлияло на структуру мирового потребления.

## Причины
В начале 2020 года, когда эпидемия в Китае переросла в глобальную, в США из-за карантина остановилась обработка прибывающих грузов до принятия мер по обеспечению безопасности. Спрос на импортные товары сохранялся, а реальной возможности принять миллионы контейнеров не было. Китай, напротив, быстро восстановил производство и экспорт. В итоге грузы несколько месяцев отправлялись из Азии в Америку, но обратно контейнеры не возвращались. Уже в августе в Китае начался острый дефицит морских контейнеров. В Америке, где продолжались пандемия и карантин, контейнеры с товаром и без него просто складировали около крупнейших портов. В итоге там скопились миллионы ящиков. Из каждых 100 контейнеров, приплывших в Америку из Азии, обратно возвращались только 40. Чтобы сгладить последствия кризиса, Китай стал доплачивать шиппинговым компаниям за перевозку пустых контейнеров из Америки. Подобная политика привела к тому, что перевозчики потеряли интерес к доставке товаров из Америки, так как заработать на доставке пустых контейнеров в Китай проще.
Новые проблемы 2021 года, в том числе распространение дельта-штамма коронавируса и ограниченный доступ к вакцине от COVID-19 в развивающихся странах, ещё больше усугубили восстановление мирового производства, даже когда более богатые страны с вакцинированным населением, такие как США и страны ЕС, возобновили свои модели потребления.

## Последствия
Несмотря на то, что в 2021 году контейнеров для удовлетворения глобального спроса достаточно, с учётом того количества, которое находится в пути, контейнеров всё равно не хватает. Кроме того, половина моряков — выходцы из развивающихся стран, в которых население вакцинировано недостаточно для разрешения на работу в сфере перевозок.
В марте 2021 года бразильская компания Suzano — крупнейший производитель пульпы, целлюлозного сырья для туалетной бумаги, сообщила, что грядет глобальный дефицит этого товара. Из-за невыгодности поставок почти не отгружают и другие товары во многих регионах: целлюлозное сырьё в Бразилии, кофе сорта «робуста» во Вьетнаме, рис в Таиланде, сахар в Индии. Закрываются текстильные предприятия в Индокитае, которые работали с малой нормой прибыли.
Мировой контейнерный индекс, публикуемый международным аналитическим агентством Drewry, по состоянию на 29 июля 2021 года составил 9330 долларов за перевозку стандартного 40-футового контейнера. Это максимальное значение индекса как минимум за последние пять лет и на 368 процентов выше, чем в июле 2020 года.
Согласно отчёту Adobe Digital Insights за ноябрь 2021 года, в октябре того же года онлайн-покупатели получили более 2 миллиардов сообщений об отсутствии товара на складе, что вдвое превышает показатель октября 2020 года. Согласно статистике, в дефиците были электроника, ювелирные изделия, одежда, товары для домашних животных, а также товары для дома и сада.
В августе 2021 года тарифы на контейнерные перевозки из Китая в США превысили 20 тысяч долларов за 40-футовый ящик и достигли рекордного уровня.

### Китай
Китай стал доплачивать шиппинговым компаниям за перевозку пустых контейнеров из Америки. Китайские производители контейнеров, занимающие 85 процентов этого рынка, в условиях дефицита начали поднимать цену на контейнеры почти в 2 раза по сравнению с прошлым годом.
В ноябре 2021 года в связи с кризисом министр торговли Китая Ван Вентао посоветовал гражданам запасаться продовольствием на зиму.

### США
К середине 2021 года крупные американские порты оказались заполнены историческими объёмами прибывающих в них грузов. В частности, порт Лос-Анджелеса обработал 957 599 двадцатифутовых эквивалентных единиц в марте 2021 года, что на 113 процентов больше, чем в марте 2020 года. Персоналу терминала не хватало пропускной способности для обработки груза, что приводило к увеличению времени ожидания. Контейнеровозы начали простаивать за пределами портов днями или неделями. Влияние этой перегрузки распространилось вглубь страны, поскольку железнодорожные и грузовые перевозки боролись друг с другом из-за возросшей нагрузки наряду с нехваткой рабочей силы. До пандемии в автотранспортной отрасли США уже не хватало водителей, с высокой текучестью кадров и невысокой компенсацией.
Проблемы, возникшие в области логистики и производства в США, повлияли на конечных пользователей. Возникли проблемы с поставками различных товаров, что привело к ограничениям в розничных продажах.
17 октября 2021 года министр транспорта США Пит Буттиджич предсказал, что кризис «обязательно» продлится до 2022 года.

### Россия
Подорожание продуктов питания и сырья для сельскохозяйственных товаров по всему миру в первой половине 2021 года привело к росту цен в России. Правительственные меры по урегулированию цен спровоцировали в стране дефицит определённых продуктов. В результате Россия стала одним из мировых лидеров по темпам роста цен на продукты, однако стоит отметить что рост цен в России не превысил уровня инфляции в среднем за год.

### Германия
Крупные производители Германии отметили, что несмотря на растущий спрос, они не могут увеличить своё производство из-за нехватки сырья. Несмотря на остановку масштабного производства, экономический рост страны удалось сохранить благодаря увеличению сферы услуг после снятия карантинных ограничений.